# 雄倉茂次郎
雄倉 茂次郎（おぐら しげじろう、1853年2月12日（嘉永6年1月5日）- 1911年（明治44年）1月2日）は、明治期の政治家、教育者。衆議院議員、山形県山形市長。

## 経歴
出羽国村山郡、現在の山形県山形市で山形藩士の家に生まれる。漢学、英学を修めた。
小学校教員、南村山郡学務委員、戸長などを歴任。山形市助役に就任。濱村勘太郎初代市長の辞職に伴い、1894年（明治27年）12月10日、第2代山形市長に就任し、1901年（明治34年）11月9日まで在任した。
1902年（明治35年）8月、第7回衆議院議員総選挙で山形県山形市選挙区より立憲政友会所属で立候補したが次点で落選。1903年（明治36年）3月の第8回総選挙では無所属で出馬して初当選。第9回総選挙（中立）でも再選され、衆議院議員に連続2期在任した。1908年（明治41年）5月、第10回総選挙で大同倶楽部所属で立候補したが次点で落選した。